# Paul Scully
Paul Stuart Scully, né le 29 avril 1968 à Rugby, est un homme politique britannique qui est député de Sutton et Cheam de 2015 à 2024.
Membre du Parti conservateur, il est vice-président pour la région de Londres de 2017 à 2019. Il est Ministre de Londres de 2020 à 2023 et Sous-secrétaire d'État parlementaire à la Technologie et à l'Économie numérique du 27 octobre 2022 au 13 novembre 2023.

## Jeunesse
Scully est né à Rugby, Warwickshire le 29 avril 1968. La famille de son père est originaire de Birmanie. Il fait ses études privées à la Bedford School dans le Bedfordshire et à l'Université de Reading. Il déménage à Londres après avoir obtenu son diplôme et dirige un certain nombre de petites entreprises. Il rejoint au Parti conservateur après les élections générales de 1997. Il votait auparavant pour le Referendum Party, un parti politique eurosceptique à thème unique qui est actif au Royaume-Uni de 1994 à 1997. 

## Carrière politique
Scully se présente sans succès en tant que candidat conservateur dans le quartier Wallington South de l'arrondissement londonien de Sutton en 2002, mais est ensuite élu dans le quartier central de Carshalton en 2006. Il est chef de l'opposition au conseil de Sutton pendant trois de ses quatre années à titre de conseiller. Cependant, il perd son siège au profit du candidat libéral démocrate aux élections locales suivantes en 2010. 
En plus de son mandat de conseiller local, Scully travaille comme assistant parlementaire pour les députés conservateurs Andrew Pelling (en), Shailesh Vara et Alok Sharma, et créé une société de relations publiques appelée Nudge Factory Ltd en 2011. 
Il est choisi comme candidat du Parti conservateur et par la suite élu comme député de Sutton et Cheam en 2015, et réélu aux élections générales de 2017. 
En septembre 2017, il est nommé Envoyé commercial du Premier ministre au Brunei, en Thaïlande et en Birmanie et est secrétaire parlementaire privé de la baronne Evans, chef de la Chambre des lords entre novembre 2017 et janvier 2018. Il est "très fier" de son héritage birman.
Il se rend au Myanmar pour la première fois en février 2016. Il est actif dans les questions de droits de l'homme en Birmanie, en particulier la situation des réfugiés rohingyas et est le coprésident du Groupe parlementaire multipartite pour la Birmanie. Il écrit sur son expérience d'être l'un des premiers députés britanniques à visiter le camp de réfugiés de Kutupalong lors du mouvement de masse de 2017. 
Il fait campagne pour un vote de départ dans le référendum 2016 de l'UE,, et est un partisan du groupe de campagne Leave Means Leave.
Le 15 décembre 2017, Scully est confirmé comme nouveau vice-président du Parti conservateur pour Londres, à la suite du limogeage de Stephen Hammond deux jours plus tôt pour son refus de voter avec le gouvernement sur un vote clé concernant le départ du Royaume-Uni de l'Union européenne,,.. Il participe à la campagne du Parti conservateur lors des Élections locales britanniques de 2018 à Londres, où le parti enregistre le plus bas nombre de sièges dans la capitale, mais fait un certain nombre de gains au conseil de Sutton.   
En février 2020, Scully rejoint le Département des affaires, de l'énergie et de la stratégie industrielle en tant que sous-secrétaire d'État parlementaire, succédant à Kelly Tolhurst. Il est également nommé au poste de ministre de Londres, succédant à Chris Philp. Il est Sous-secrétaire d'État parlementaire à la Technologie et à l'Économie numérique du 27 octobre 2022 au 13 novembre 2023 dans le gouvernement Sunak.

## Vie privée
Scully est marié et a deux enfants adultes. Il habite à Carshalton, dans la circonscription voisine. 
L'épouse de Scully, Emma, est employée par Nudge Factory Ltd en tant que chef de bureau et a remplacé son mari en tant que «personne ayant un contrôle significatif» de l'entreprise le 1er avril 2018 ,. 